# Rolle (Einheit)
Rolle war ein Zählmaß und beschränkte sich auf den Fisch-, Leder-, Fell- und Leinwandhandel.

## Deutschland
- 1 Rolle Stockfisch = 180 Stück

- 1 Roll (Rolle) Pergament = 5 Dutzend = 60 Stück Felle[1]

In Hamburg war 1 Rolle = 1 Webe = 72 Stück (Ellen). Die Webe hatte 6 Dutzend oder 72 Stück.
- 1 Rolle Leinwand = 72 Ellen[2] (Es gab auch Ausnahmen mit 1 Rolle = 50 Ellen.)

In Stralsund und Wolgast gehörte Laken auch zu den Stückmaßen für Leinwandtücher
- 1 Rolle = 3 Laken
  - 1 Laken = 30 Ellen

Bettdecken, hierzu rechnete man Zudecken und Zierdecken, wurden nach Rollen mit unterschiedlicher Menge und Größe konfektioniert und gehandelt.
- 1 Rolle mit 8 Stück zu je 3 ½ Ellen lang und 2 ½ Ellen breit
- 1 Rolle mit 7 Stück zu je 3 ¾ Ellen lang und 2 ¾ Ellen breit
- 1 Rolle mit 6 Stück zu je 3 ⅞ Ellen lang und 2 ⅞ Ellen breit
- 1 Rolle mit 5 Stück zu je 4 bis 4 ¼ Ellen lang und 3 Ellen breit
- 1 Rolle mit 4 Stück zu je 4 ½ Ellen lang und 3 ¼ Ellen breit
- 1 Rolle mit 3 Stück zu je 5 ¼ Ellen lang und 4 Ellen breit

## Russland
Im Handel mit Juchten in Russland war die Rolle qualitätsabhängig und betrug
- 1 Rolle erste Sorte oder Gave = 6 Stück oder
- 1 Rolle Malje = 10 Stück

Ein Packen bestand aus 10 bis 20 Rollen, gewickelt mit einem Juchtenstück der schlechtesten Qualität (Domaschna).

## Indien
Hier ist die Rolle in Ostindien eine Masseneinheit (Gewichtsmaß).
- 1 Rolle = 2/9 Unze[6]